# 47 Ursae Majoris c
47 Ursae Majoris c o también designado como Taphao Kaew, es un planeta extrasolar que orbita alrededor de una estrella similar al Sol: 47 Ursae Majoris. Posee un período orbital de 6 años, y su masa es 0,46 veces la de Júpiter.

Sistema 47 Ursae Majoris en comparación con el Sistema Solar.